# Tenneco
Tenneco, Inc. er en multinational amerikansk producent af bildele, der fremstilles som OEM og til eftermarkedet. Produkterne er udstødningsysstemer, gear, koblinger, støddæmpere og andre bildele. Siden 2022 har virksomheden været ejet af Apollo Global Management. Tenneco har hovedkvarter i Northville, Michigan. De har 93 fabrikker i 25 lande samt 71.000 ansatte.
Tennessee Gas and Transmission Company blev etableret i 1940.